# Шум (дворянский род)
Шум (пол. Szuma) — дворянский род.
Потомство Ивана Шума, сотника Моравского (1679).

## Описание герба
В голубом поле повёрнутая рука, пронзённая красной стрелой наискось вправо и держащая зелёную ветвь.
Щит увенчан дворянскими шлемом и короной. Нашлемник: две башни, из коих выставлены на шестах справа — зелёный венок и слева — белое знамя. Намёт на щите голубой, подложенный серебром.